# Ciudad de hueso
Ciudad de hueso (título original en inglés: City of Bones) es el primer libro de la saga Cazadores de Sombras de la escritora Cassandra Clare.
Se publicó originalmente en Estados Unidos el 27 de marzo de 2007. Alcanzó la posición número 8 en la lista de superventas del The New York Times en abril de ese mismo año. También obtuvo elogios considerables de Publishers Weekly y Locus Magazine, y de los autores Stephenie Meyer, Holly Black y Kelly Link.
En España fue publicado por Ediciones Destino el 17 de febrero de 2009.
En 2013 se estrenó la adaptación cinematográfica de la novela que se tituló Cazadores de sombras: Ciudad de hueso, y estuvo protagonizada por Lily Collins y Jamie Campbell Bower.

También es el lugar donde habitan los hermanos silenciosos.

## Sinopsis
En el Pandemonium, la discoteca de moda de Nueva York, Clary sigue a un atractivo chico de pelo azul hasta que presencia su muerte a manos de tres jóvenes cubiertos de extraños tatuajes.
Desde esa noche, su destino se une al de esos tres cazadores de sombras, guerreros dedicados a liberar a la tierra de demonios y, sobre todo, al de Jace, un chico con aspecto de ángel y tendencia a actuar como un idiota.

## Publicación
La novela fue publicada originalmente en Estados Unidos por la editorial Cassandra Clare el 27 de marzo de 2007. Una versión en cubierta blanda fue publicada por Simon Pulse el 19 de febrero de 2008. No se publicó una versión en cubierta dura para el Reino Unido, pero una edición en cubierta blanda fue publicada por Walker Books el 2 de julio de 2007.
Una traducción del libro al italiano fue publicada por Mondadori. Una traducción del libro al alemán fue publicada por Arena Verlag, y una edición en cubierta blanda está por ser publicada. La traducción del al libro danés fue publicada por Borgen Forlag, y la versión en cubierta blanda está por publicarse. La versión francesa fue publicada por Univers Poche y una edición en cubierta blanda está por ser publicada.
En España fue publicado por Ediciones Destino el 17 de febrero de 2009.
En el mes de octubre de 2010 se realizó la primera reimpresión en Venezuela por Grupo Planeta.

## Continuación
Su continuación es Ciudad de ceniza.